# Викторин
Вижте пояснителната страница за други личности с името Викторин.
Марк Пиавоний Викторин (Marcus Piav(v)onius Victorinus) е император на отцепилата се Галска империя от 268 до 270 или 271, след краткото управление на Марк Аврелий Марий. Макар и способен военен той не съумял да се справи добре с кризата и загубил властта над Испания. Неговата съдба не се различавала от тази на предходниците му и той бил убит от свой офицер.
Произлиза от много богата фамилия. Първо той служи като офицер при Постум. Получава 266/267 г. титлата tribunus praetorianorum (трибун на преторианите) и става консул 267 или 268 г. с Постум. След смъртта на Марий той е прокламиран от войската в Augusta Treverorum (Трир) за император. Легионите в Галия и Британия го признават, но не и тези от Испания. Испанските провинции се присъединяват отново към Римската империя. Резиденцията му е в Кьолн.
В началото на 271 г. той е убит от Атициан (Attitianus), вероятно понеже съблазнил съпругата му.
Неговата майка Виктория поема властта след убийството му и го издига като Бог. Тя поставя за император Тетрик I.
Според Historia Augusta Викторин има един син, Викторин Младши, който бил негов сърегент (Цезар).